# Boriziny (district)
Boriziny is een district van Madagaskar in de regio Sofia. Het district telt 179.175 inwoners (2011) en heeft een oppervlakte van 7.047 km², verdeeld over 15 gemeentes. De hoofdplaats is Boriziny.